# Université Toulouse-Jean-Jaurès
Université Toulouse-Jean-Jaurès, tidligere kendt som Université de Toulouse-Le Mirail, også kendt som Toulouse II, er et fransk offentligt universitet beliggende i Toulouse, Frankrig.
Det er specialiseret inden for litteratur, kunst, humaniora og samfundsvidenskab.
Campus, der ligger i Toulouse's store arkitektoniske projekt fra 1960'erne, Mirail, blev designet og bygget af arkitektteamet Candilis-Josic-Woods.

## Berømte alumner
- Jean Castex, fransk politiker
- Jean-Luc Nancy, fransk filosof
- Bernard Stiegler, fransk filosof